# Dietmar Rudolph
Dietmar Rudolph (* 5. November 1941; † 6. Januar 2022 in Berlin) war ein deutscher Ingenieur der Rundfunktechnik und Hochschullehrer.

## Leben
Rudolph promovierte 1972 an der Universität Stuttgart mit einer Arbeit zum Thema Ein Beitrag zur Theorie von Verzerrungs- und Rauschklirrmessverfahren. Von 1972 bis 1996 lehrte er an der Fachhochschule der Deutschen Bundespost Berlin, die später in die Deutsche Telekom überging. Von 1996 bis 2003 war er für die Deutsche Telekom Media Broadcast tätig. Von 2003 bis zu seiner Emeritierung 2007 war Rudolph Professor an der Berliner Hochschule für Technik.

## Lehre
Rudolph lehrte auf den Gebieten 
- Signale und Systeme
- Digitale Funksysteme
- Digitale Signalverarbeitung
- Übertragungstechnik
- Regelungstechnik
- Operationsverstärkertechnik[3]

## Erfindungen

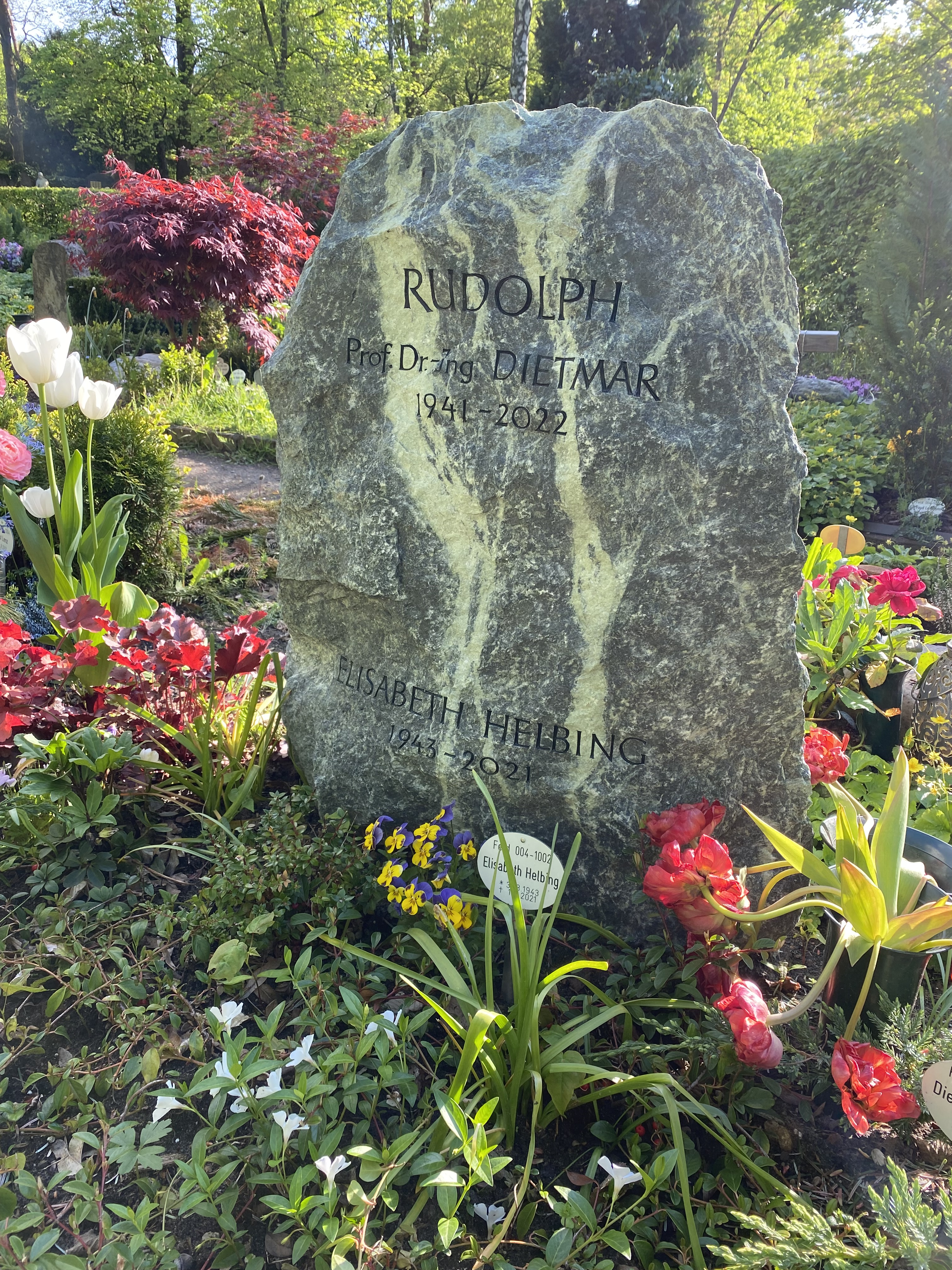
Grabstätte auf dem Friedhof Zehlendorf

Während seiner Tätigkeit für die Telekom meldete Rudolph in den Jahren 1996 bis 2002 mehrere Patente zu Verfahren zum Betrieb von Mittelwellensendern an, insbesondere zur Übertragung digitaler Aussendungen und zur Vermeidung von Störabstrahlungen bei digitalen Aussendungen.
Ein weiteres, im Jahre 1996 angemeldetes Patent beschreibt die Möglichkeit der Bereitstellung eines Rückkanals, beispielsweise für interaktives Fernsehen.

## Forschungsinteressen und Engagement
Rudolphs Interessen lagen auf den Gebieten
- Digitale Übertragung in den Lang-, Mittel- und Kurzwellenbereichen (Digital Radio Mondiale)
- Envelope Elimination and Restauration (EER) Sendertechnik
- Rundfunktechnik
- Radiotechnik

Rudolph engagierte sich für die Verbreitung des Wissens auf dem Gebiet der Rundfunktechnik. Er publizierte in den Unterrichtsblättern der Deutschen Bundespost und in der daraus hervorgegangenen Fachzeitschrift WissenHeute. Einige Publikationen von ihm finden sich auch in IEEE Transactions on Microwave Theory and Techniques (IEEE MTT). Alle seine Vorlesungsskripte mit Übungen und Klausuren stellte er auf seiner Webseite der Allgemeinheit zur Verfügung. In verschiedenen Internetforen zum Thema Rundfunktechnik stellte er sein fachliches Wissen und Können freigiebig zur Verfügung und wurde dafür von den Mit-Foristen sehr geschätzt.

## Familie
Rudolph war verheiratet und hatte Kinder und Enkel. Seine letzte Ruhestätte fand er auf dem Friedhof Zehlendorf.

## Veröffentlichungen (Auswahl)
- Ein Beitrag zur Theorie von Verzerrungs- und Rauschklirrmessverfahren, Dissertation, Universität Stuttgart, 1972

### Unterrichtsblätter der Deutschen Bundespost, WissenHeute
- Zeitfunktionen, Spektren, Frequenz, 2001 online als PDF, 175 KB
- Spektren periodischer Zeitfunktionen, 2002 online als PDF, 181 KB
- Fourier-Transformation (Teil 1), 2002 online als PDF, 302 KB
- Fourier-Transformation (Teil 2), 2003 online als PDF, 946 KB
- Fourier-Transformation (Teil 3), 2004 online als PDF, 887 KB
- Fourier-Transformation (Teil 4), 2005 online als PDF, 630 KB
- Fourier-Transformation (Teil 5), 2005 online als PDF, 700 KB
- Fourier-Transformation (Teil 6), 2008 online als PDF, 3,9 MB
- Fourier-Transformation (Teil 7), 2008 online als PDF, 2,6 MB
- EER-Technik im Handy, 2002 online als PDF, 533 KB
- Digitale und analoge Modulations-Verfahren, 2003 online als PDF, 247 KB
- FM-Demodulation, 2004 online als PDF, 375 KB
- DRM120 Machbarkeitsstudie, 2006 online als PDF, 577 KB
- Digitalisierung des UKW Rundfunks Teil 1, 2008 online als PDF, 423kB
- Digitalisierung des UKW Rundfunks Teil 2, online als PDF, 1,19 MB

### IEEE MTT
- Out-of-Band Emissions of Digital Transmissions Using Kahn EER Technik, 2002 online als PDF, 269 KB
- Kahn EER Technique with Single-Carrier Digital Modulations, 2003 online als PDF, 365 KB

## Vorlesungsskripte (Auswahl)
- Prof. Dr.–Ing. Dietmar Rudolph - Funk-Kanal
- Dietmar Rudolph: Einseitenband & Restseitenband Modulation. TFH Berlin - Telekom TT - IBH, abgerufen am 30. April 2020.
- Dietmar Rudolph: Spread-Spektrum-Modulationen. (PDF) In: Skripte zu „Digitale Funksysteme“ (DFS). Wintersemester 2004/2005. Abgerufen am 4. Oktober 2012.
- AM, Online, PDF (1,8 MByte)